# Iraota mangolina
Iraota mangolina är en fjärilsart som beskrevs av Hans Fruhstorfer 1912. Iraota mangolina ingår i släktet Iraota och familjen juvelvingar. Inga underarter finns listade i Catalogue of Life.